# ポートサイド公園
ポートサイド公園（ポートサイドこうえん、Yokohama Portside Park）は、神奈川県横浜市神奈川区のポートサイド地区にある都市公園（近隣公園）である。2001年グッドデザイン賞受賞。

## 概要
ポートサイド公園（都市計画公園帷子川親水公園）は、ポートサイド地区（C街区〜D-2街区）の帷子川下流・港湾部沿いに位置し、一部は帷子川を挟んで高島水際線公園と相対する。
当公園は、1991年から翌1992年にかけて実施された国際設計コンペにおいて、応募件数171件の中から最優秀賞になった長谷川浩己のデザインによるデザイナーズ・パークである。ギャラリーロード側から公園に入ると「うねる芝生」があり、長谷川は、広報誌『GARRELY ROAD』第4号の中で「幾重にも折り畳まれた芝生は太陽の動きによって刻々と姿を変える」「適度な傾斜は腰を下ろしたり、寝そべるのに最適であり、水面を臨む観客席となる」と語っている。
水際に沿って約400m続くプロムナードはエノキの並木と石畳が特徴となっている。一方、水際には葦原が復元され、葦原の上に突き出る形の木製デッキが設置されている。この他、公園の東端と西端にはアルファベットと数字が表記された円柱が設置されており、中にベンチを設けたり岸壁付近の音を拾う集音器と接続するなど様々な機能を持たせている。当公園は、「アート&デザインの街」をコンセプトとして開発された、ポートサイド地区を代表する芸術作品の一つであり、公園自体の魅力に加えて、その立地や景観の良さから市民や観光客の憩いの場として親しまれているほか、対岸のJR高島線（貨物線）を走る貨物列車の編成全体が見渡せることから、子供たちにも人気がある。ただし、デザイナーズ・パークである当公園内に遊具は設置されていない。
当公園は2020年時点で、一部隣接のインターナショナル・スクール「ホライゾン学園」との間に未整備の区画があり、当公園の整備は「部分完了」の状態のままである（「ポートサイド地区#YCAT跡地の開発」も参照）。しかし未完成ながら、年月とともに老朽化も進んでおり、これまでに「うねる芝生」の崩落個所の復旧や、木製デッキの張り替え、ベンチの修繕などが行われてきた。また、デザイナーズ・パークであるがゆえに、オリジナルのパーツが入手不可能なことも多いとみられ、壊れたまま放置されたり、他の部品で置き換えられたりしてしまっている箇所も散見される。
なお、公園内での自転車の走行は禁止されており、公園管理者によって作成された走行禁止の表示が公園内のあちこちに掲出されている。ただし、公園内はポートサイド中央交差点を避けて、主に中央市場通り方面～横浜駅駐輪場・みなとみらい大橋（駅側の自転車道）方面を自転車で行き来する人々に近道として利用されており、高速で走り抜ける自転車も少なくないため、子供を遊ばせる際などには注意が必要である。

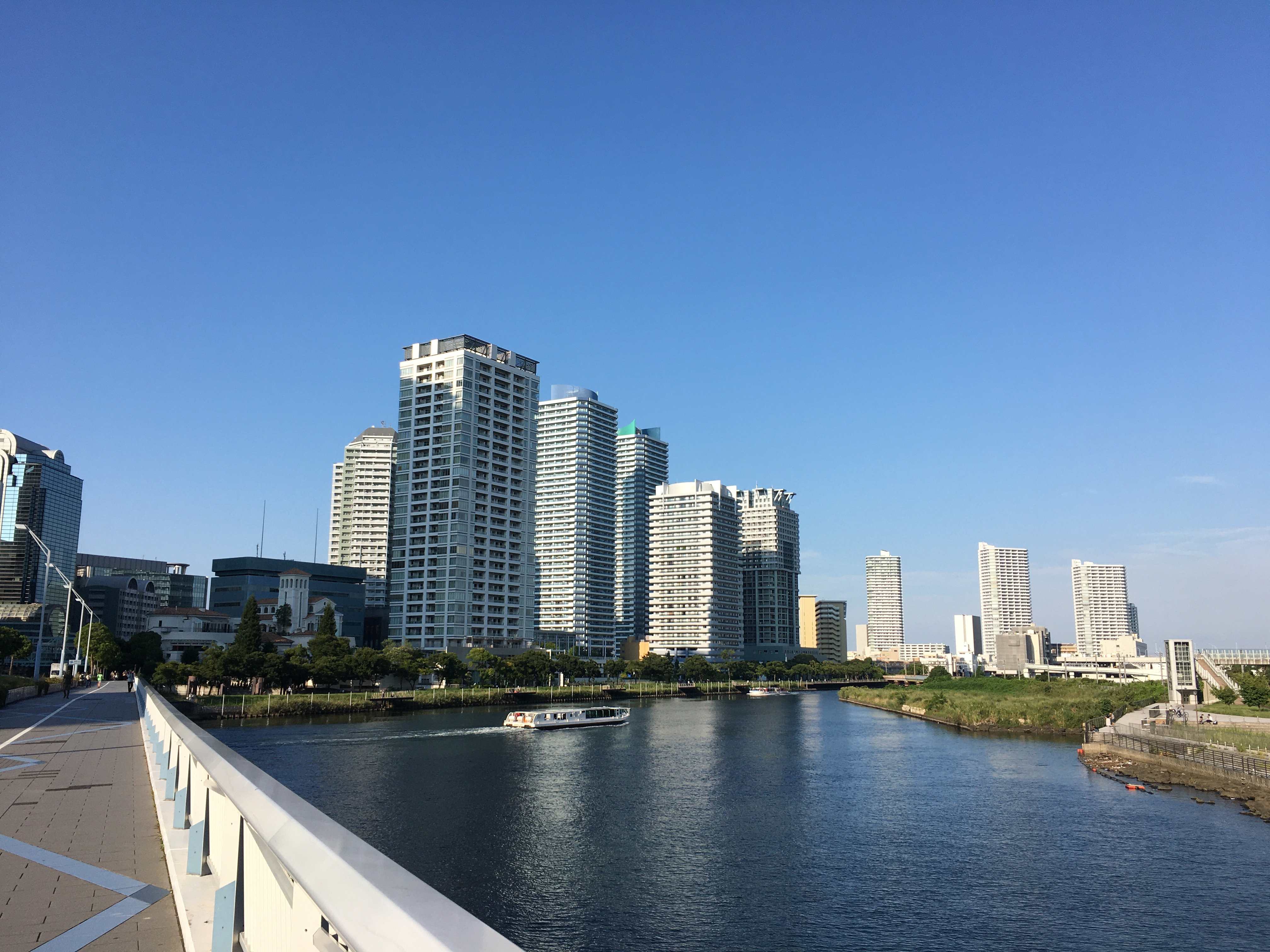
ポートサイド地区のマンション群と帷子川との間に細長くのびる緑地がポートサイド公園である。奥は横浜市中央卸売市場本場、そのさらに奥がコットンハーバー地区（2020年9月）
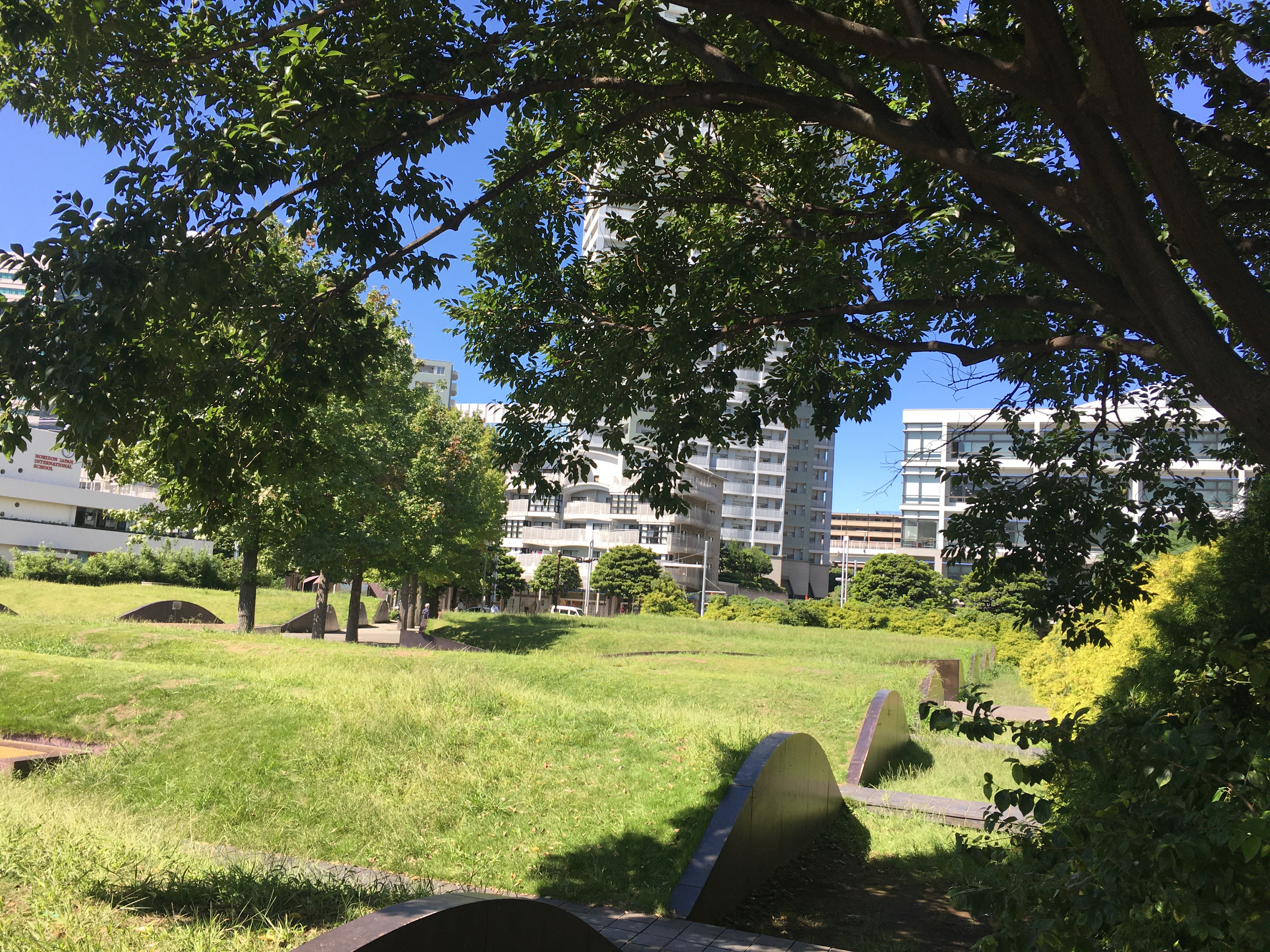
公園入口付近の「うねる芝生」（2020年9月）
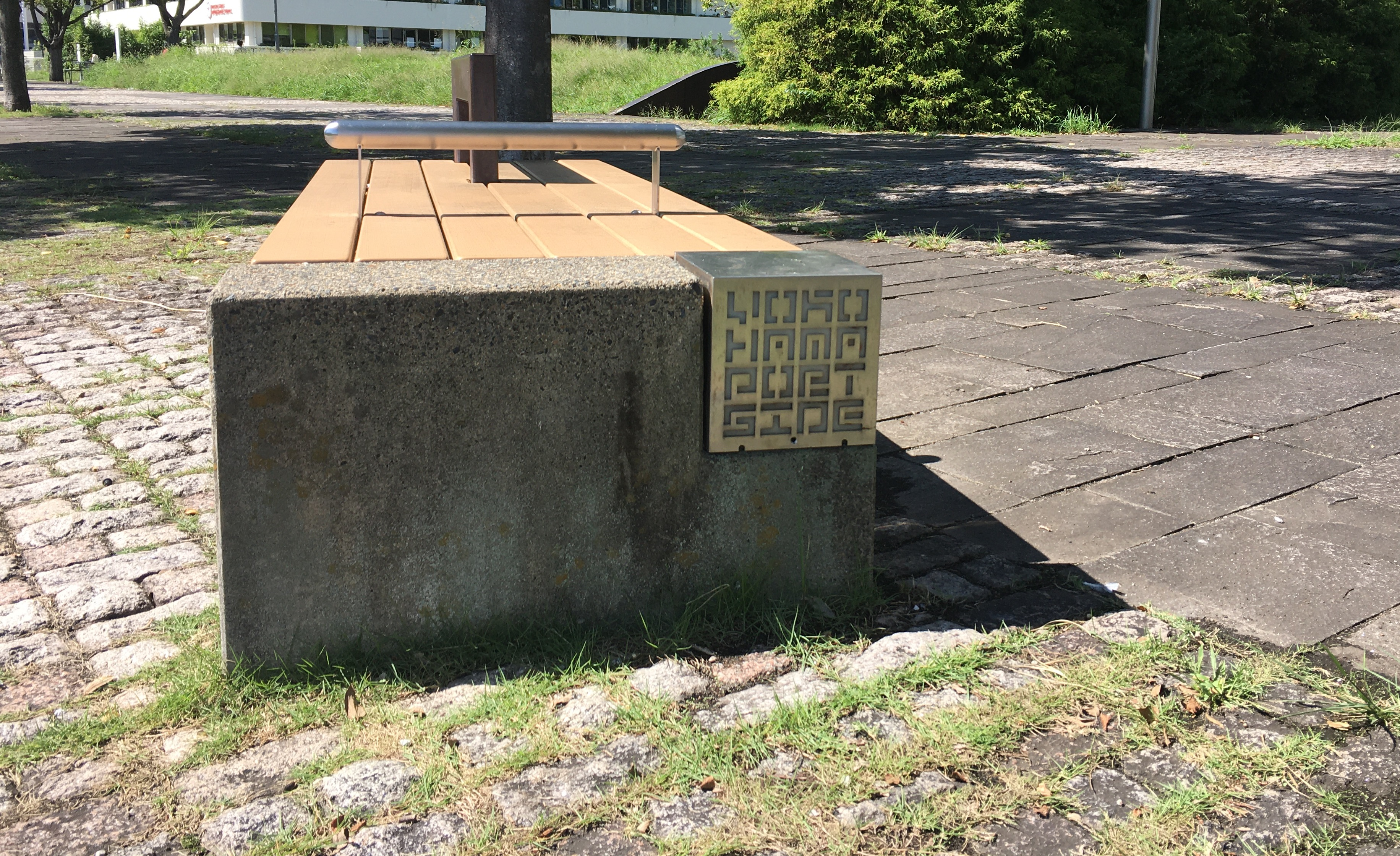
ポートサイド地区のロゴがデザインされた公園のベンチ。老朽化とともにロゴ入りのベンチは数を減らしつつある（2020年9月）
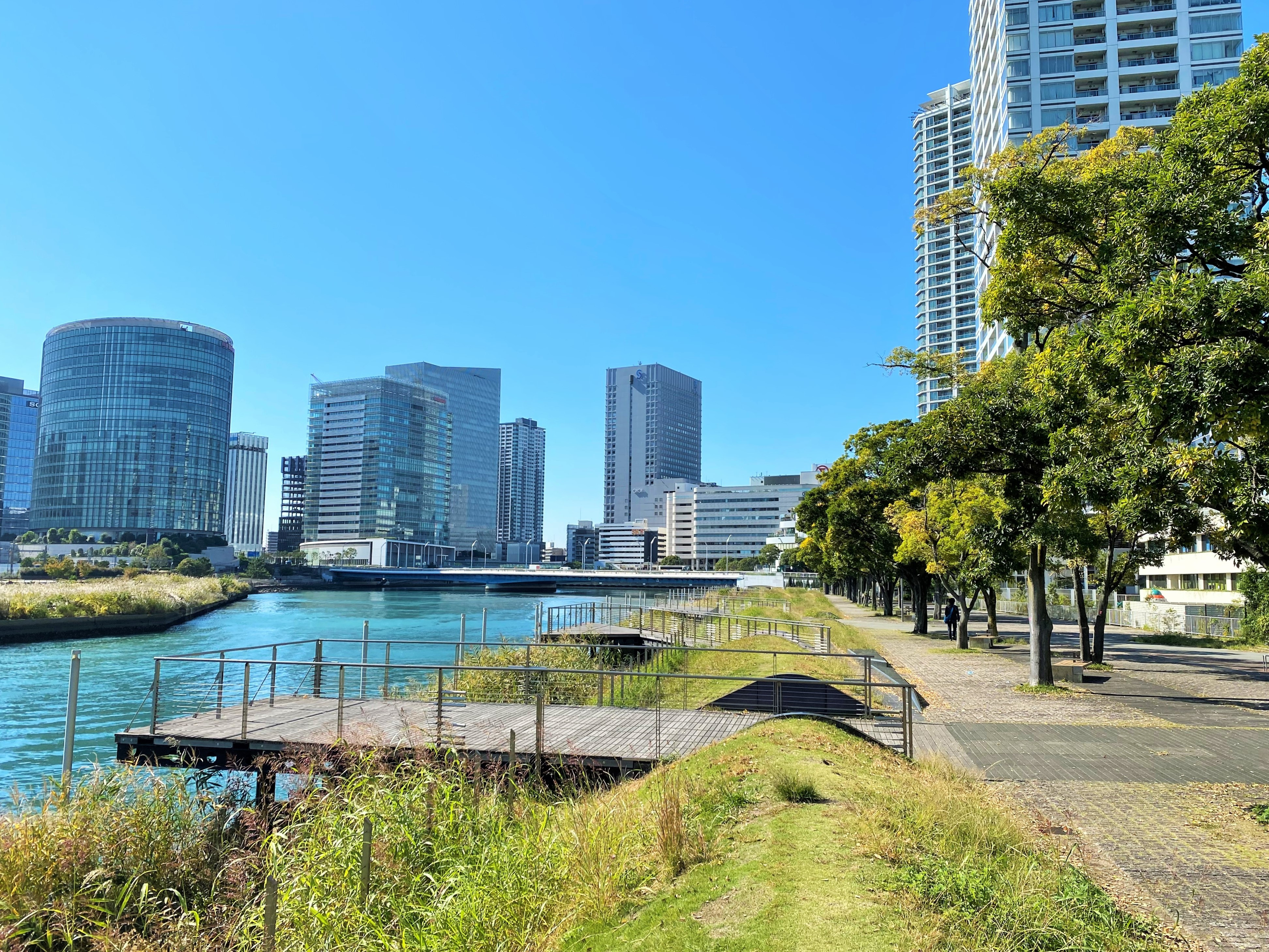
帷子川の葦原の上に突き出る形で設置された木製デッキ群（2020年10月）
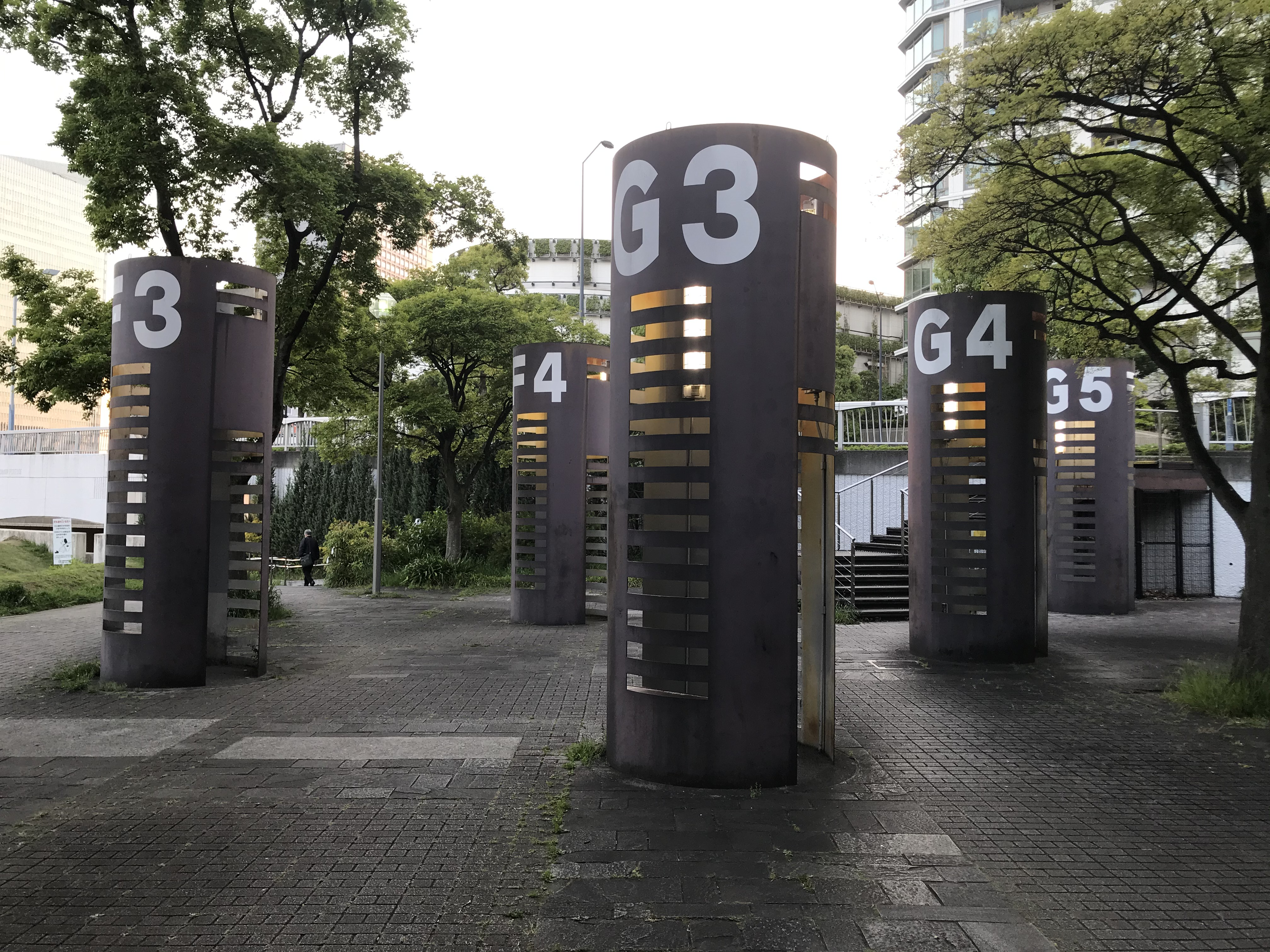
当公園に複数設置されているアルファベットと数字が表記された円柱（2021年4月）
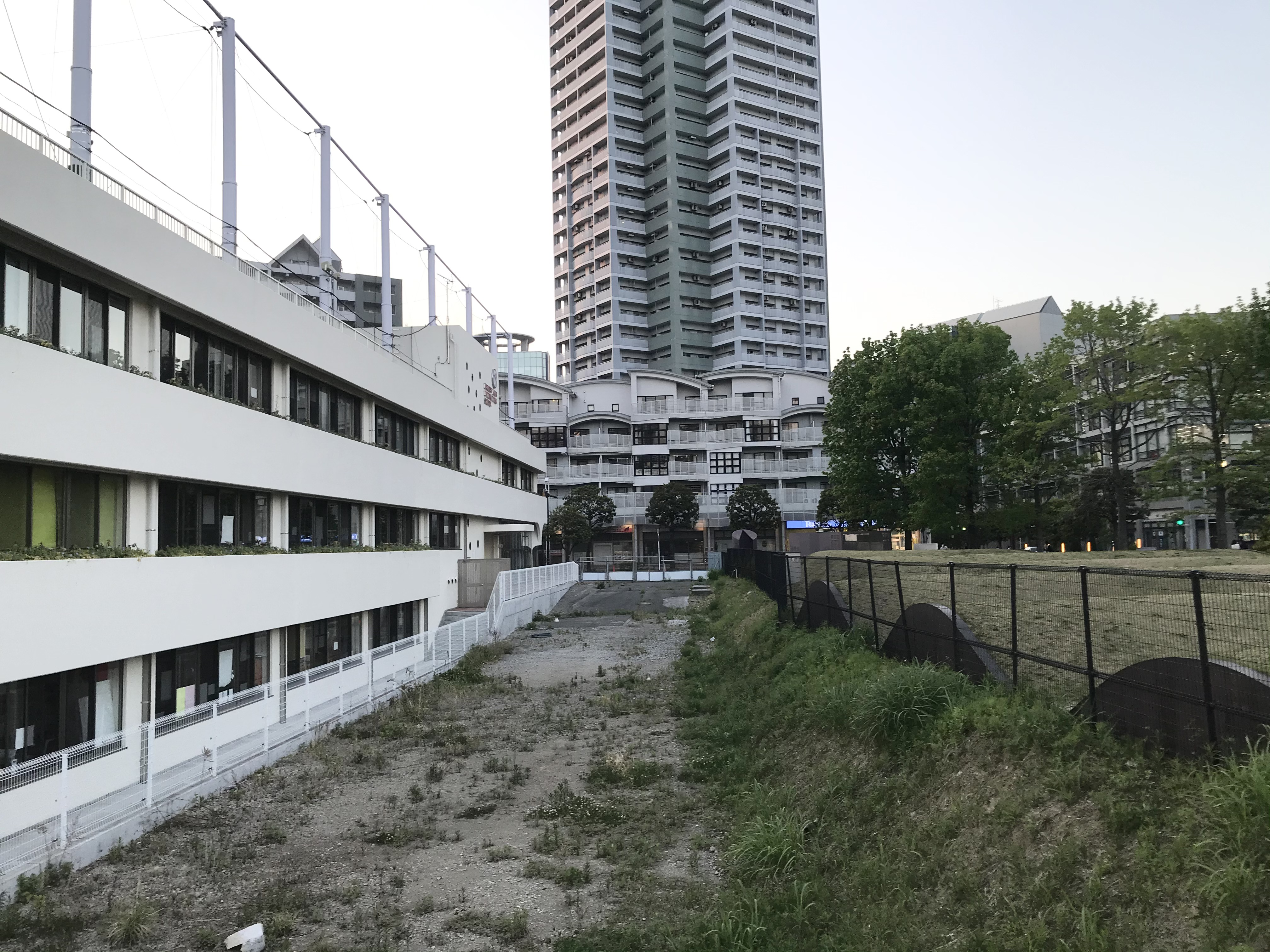
ホライゾン学園に接する未整備区画（2021年4月）

## 沿革
- 1991年 - 帷子川水際公園（ポートサイド公園）の都市計画決定。
- 1991-1992年 - 国際設計コンペ開催。
- 1992年 - 長谷川浩己のデザイン案が最優秀賞を受賞。
- 1998年 - 竣工（部分完了）、供用開始。
- 2001年 - グッドデザイン賞受賞[4]
- 2009年 - ベンチ脇に新たにLED使用のポールライトを設置[5]。
- 2019年 - 公園用地の一部を占有していた旧YCATの建物が、インターナショナル・スクール建設に伴い解体され、占有されていた部分が更地となる（跡地は2021年時点で未整備区画となっている）。

## 受賞・選出
- 2001年グッドデザイン賞受賞 - 部門/分類：建築・環境デザイン部門、建築デザイン受賞企業：横浜市・有限会社オンサイト計画設計事務所（東京都）[4]。
- わが町かながわ50選選出 - 「ポートサイドと周辺」として選出されており、認定を証明する看板が当公園入口脇に設置されている。

## 主な撮影
- 『たったひとつの恋』（2006年、日本テレビ系）

など

## 周辺施設・地域
- 横浜ベイクォーター - みなとみらい大橋下の連絡通路で直結している。
- みなとみらい地区 - 帷子川を挟んだ対岸に広がり、特に当公園からは夜景がきれいに見渡せる[注 2]。
  - 高島水際線公園 - 対岸のみなとみらい地区側にある公園。
    - 高島駅跡 - JR高島線（貨物線）には、かつて当公園のちょうど対岸部分に高島駅（貨物駅）が存在した。現在、その一部は高島水際線公園となっている。
- 横浜中央卸売市場本場 - かつて、市場関係者専用道路の高架が当公園の北端に存在した。

## 交通

### 鉄道
- 横浜駅きた東口から徒歩約7分。
  - JR東海道線（上野東京ライン）・横須賀線・京浜東北線・根岸線・横浜線・湘南新宿ライン
  - 東急東横線
  - 横浜高速鉄道みなとみらい線
  - 京急本線
  - 相鉄本線
  - 横浜市営地下鉄ブルーライン

### バス
- 横浜駅東口バスターミナルおよび横浜シティ・エア・ターミナル (YCAT) から徒歩約6分。

### 航路
- シーバス横浜駅東口乗降場から徒歩約1分。